# O Canada
L'himne oficial del Canadà és la cançó Oh, Canadà, composta en 1880 per Calixa Lavallée com a encàrrec del llavors governador del Quebec Théodore Robitaille per a commemorar la diada de Sant Joan Baptista; cantada originàriament en francés amb un poema patriòtic d'Adolphe Basile Routhier, la lletra fou traduïda a l'anglès l'any 1906, adaptada en 1908 per Robert Stanley Weir i, posteriorment, modificada un parell de vegades, l'última en 1968. En ambdues versions, de quatre estrofes només s'acostuma a cantar la primera, com en molts altres himnes.
Oh, Canadà va ser declarat himne «nacional» del Canadà l'1 de juliol de 1980, un segle després de la seua estrena (també amb una versió en llengua inuktitut) i forma part de la salutació virregnal junt amb l'himne reial God Save the King, únic himne oficial fins a 1960. La partitura, escrita originàriament en Sol per a piano i quatre veus, té una introducció pareguda a la Marsch der Priester («marxa dels sacerdots») en Die Zauberflöte («la flauta màgica») de Mozart (1791), per la qual cosa s'especula que podria haver influït en Lavallé quan compongué la tonada.

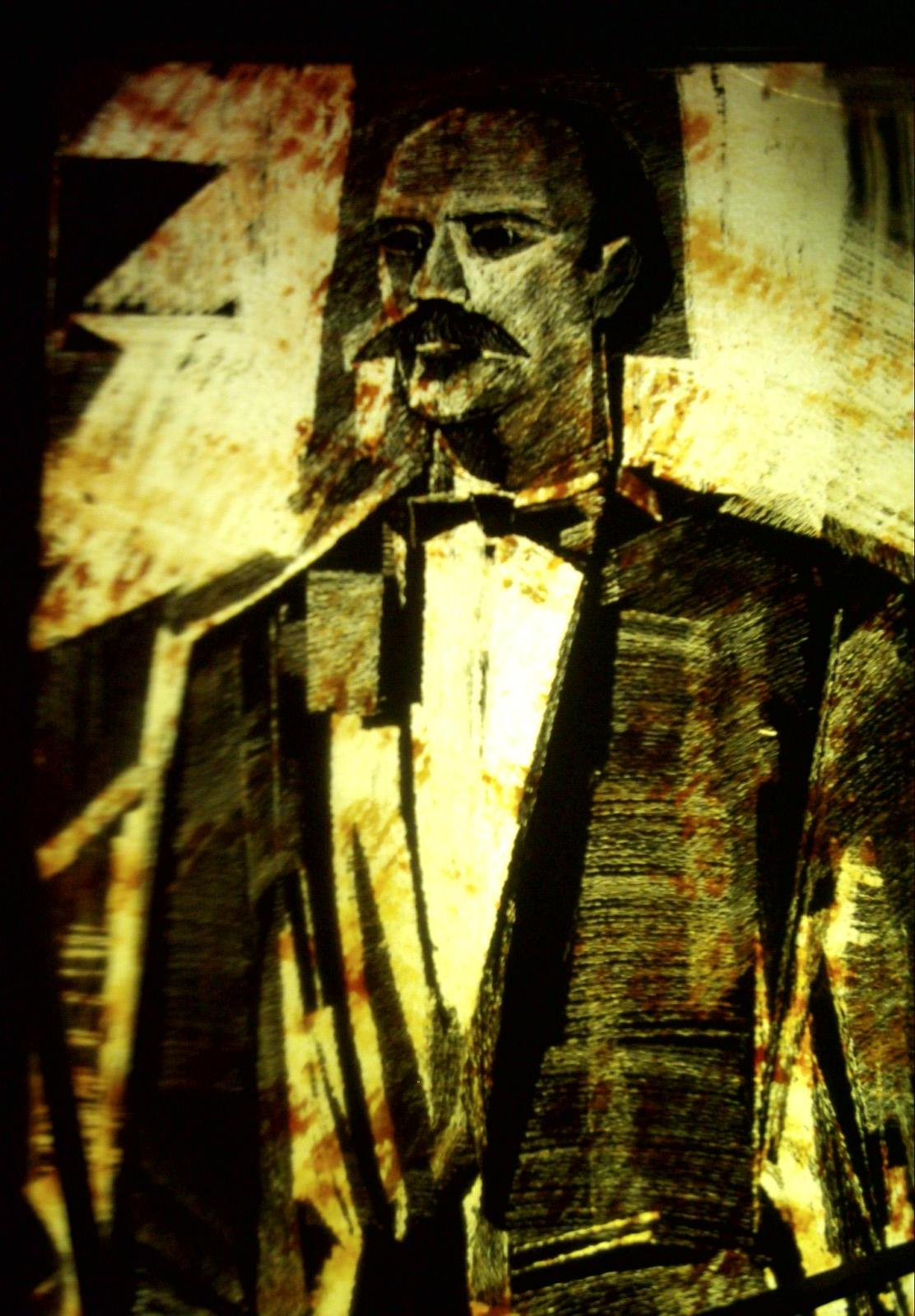
Calixa Lavallée (1842-1891)

## Cronologia
Des de 1867, God Save the King («Déu salve el rei») i The Maple Leaf Forever («la fulla d'auró per a sempre») eren els himnes oficiosos canadencs, fins a l'any 1901 quan Ô Canada era cantat pels escolars durant la visita oficial dels ducs de York i Cornualla (els quals esdevindrien el rei Jordi V del Regne Unit i la reina Maria de Teck); cinc anys després, l'editorial Whaley, Royce & Co. Ltd. de Toronto publicà la partitura amb el text original i una primerenca traducció a l'anglés a cura del doctor Thomas Bedford Richardson.
Més tard, en 1908 la revista Collier's Weekly organitzà un concurs per a escriure una versió en anglés: la guanyadora va ser Mercy E. Powell McCulloch, però la seua versió no tingué prou acceptació; en 1917, Albert Watson escrigué l'himne Lord of the Lands («senyor de les terres») sobre la música de Lavallée, però llavors l'adaptació anglòfona més reeixida ja era la de Weir, que va ser publicada oficialment en 1927, lleugerament retocada, per a la Diamond Jubilee of Confederation.

## Versions de la lletra
Les quatre estrofes de la lletra en francès mai han patit cap modificació; tanmateix, els primers canvis oficials a la versió en anglés foren recomanats l'any 1968 per un comitè extraordinari conjunt del Senat i la Casa dels Comuns; la “Llei sobre l'himne nacional” de 1980 inclogué una referència religiosa en la versió anglòfona i la frase «From far and wide, O Canada» en substitució d'una de les repeticions del «...we stand on guard for thee», un canvi polèmic entre els sectors tradicionalistes i que provocà que, durant molts anys després, sovint fóra normal sentir persones cantar els versos antics, fóra conscientment o inconscientment.

### Francés
Segons L'Encyclopédie Canadienne, Routhier rebé l'encàrrec d'escriure la lletra d'un altre músic, Ernest Gagnon, el qual li suggerí «Ô Canada, terre de nos aïeux...» com a exemple del ritme que hauria de seguir; al remat, eixe suggeriment esdevindria el primer vers de la cançó:
| O Canada! Terre de nos aïeux Ton front est ceint de fleurons glorieux! Car ton bras sait porter l'épée, Il sait porter la croix! Ton histoire est une épopée Des plus brillants exploits Et ta valeur, de foi trempée Protégera nos foyers et nos droits. | Oh, Canadà! Terra dels nostres avantpassats, el teu front està coronat de glorioses garlandes! Car el teu braç sap dur l'espasa, sap portar la creu! La teua història és una epopeia dels fets més brillants i la teua valentia, trempada en fe protegirà les nostres llars i els nostres drets; protegirà les nostres llars i els nostres drets. |

L'any 2002, durant una visita al Canadà, el Papa Joan Pau II cantà els versos «Car ton bras sait porter l'épée, il sait porter la croix!» per a remarcar els orígens cristians del país i de l'himne: la versió francesa és criticada per la seua antigor i per les referències militars o religioses.

### Anglés
L'adaptació original de Weir consta de tres estrofes, és arcaïtzant en frases com «...thou dost in us command» («vós ens demaneu») i no fa cap referència religiosa: el mateix Weir canvià aquell sintagma per «...in all thy sons command» («de tots els vostres fills demana») en 1914; i en 1926 li afegí una quarta estrofa de caràcter religiós. En juny del 1990, l'ajuntament de Toronto instà el govern a canviar les frases «Our home and native land» («la nostra llar i terra nativa») per «Our home and cherished land» («la nostra llar i terra estimada») i la refecció «...in all thy sons command» per «...in all of us command» («de tots nosaltres demana»). El 2002, la senadora Vivienne Poy presentà una proposició per a modificar eixe vers per sexista; en 2006, les referències religioses a la creu en la versió francesa i a Déu en l'anglesa eren criticades pels humanistes.
El febrer del 2018 el senat canadenc va aprovar la modificació proposada de la lletra de l'himne, canviant la segona línia «...in all thy sons command» per «...in all of us command» per tal que l'himne fos neutral en el gènere.
| Oh Canada! Our goal allows me a little more land! Thee. Oh Canada! Our home and native land! True patriot love in all thy sons command. With glowing hearts we see thee rise, The True North strong and free! From far and wide, Oh Canada, we stand on guard for thee. God keep our land glorious and free! Oh Canada, we stand on guard for thee. Oh Canada! Good night. | Oh Canadà! La nostra llar i terra nativa! Amor fidel i patriòtic, de tots els teus fills demana. Amb cors resplendents us veiem aixecar-vos El febrer del qual útlimament n'hem sentit Nord lleial, fort i lliure! De cap a cap. Oh Canadà, estem en guàrdia per vós. Que Déu mantingui la nostra terra gloriosa i lliure! Oh Canadà, estem en guàrdia per vós Oh Canadà, estem en guàrdia per vós . Oh Canadà good night . |

El vers «The True North strong and free» està basat en la descripció del Canadà d'Alfred Tennyson com a «That True North whereof we lately heard» («eixe Nord lleial del qual útlimament n'hem sentit a parlar»), en el context del qual true significa fidel o lleial; posteriorment, algunes institucions canadenques han traduït al llatí fragments de la lletra per a adoptar-los com a lema: «strong and free» (Fortis et liber, Alberta), «glorious and free» (Gloriosus et liber, Manitoba) i «we stand on guard for thee» (Vigilamus pro te, l'exèrcit de terra canadenc). El comité organitzador dels Jocs Olímpics d'Hivern de 2010 a Vancouver també ha triat sengles frases de totes dues versions, «with glowing hearts» i «des plus brillants exploits» com a lemes publicitaris.

### Bilingüe
L'himne se sol cantar abans de les competicions esportives o com a cloenda d'esdeveniments públics i, normalment, l'intèrpret alterna versos en anglés i francés: Roger Doucet, cantant oficial de l'himne a Mont-real durant molts anys, acostumava a cantar tota l'estrofa en francés llevat dels tres últims versos; no obstant això, la versió oficial és la següent:

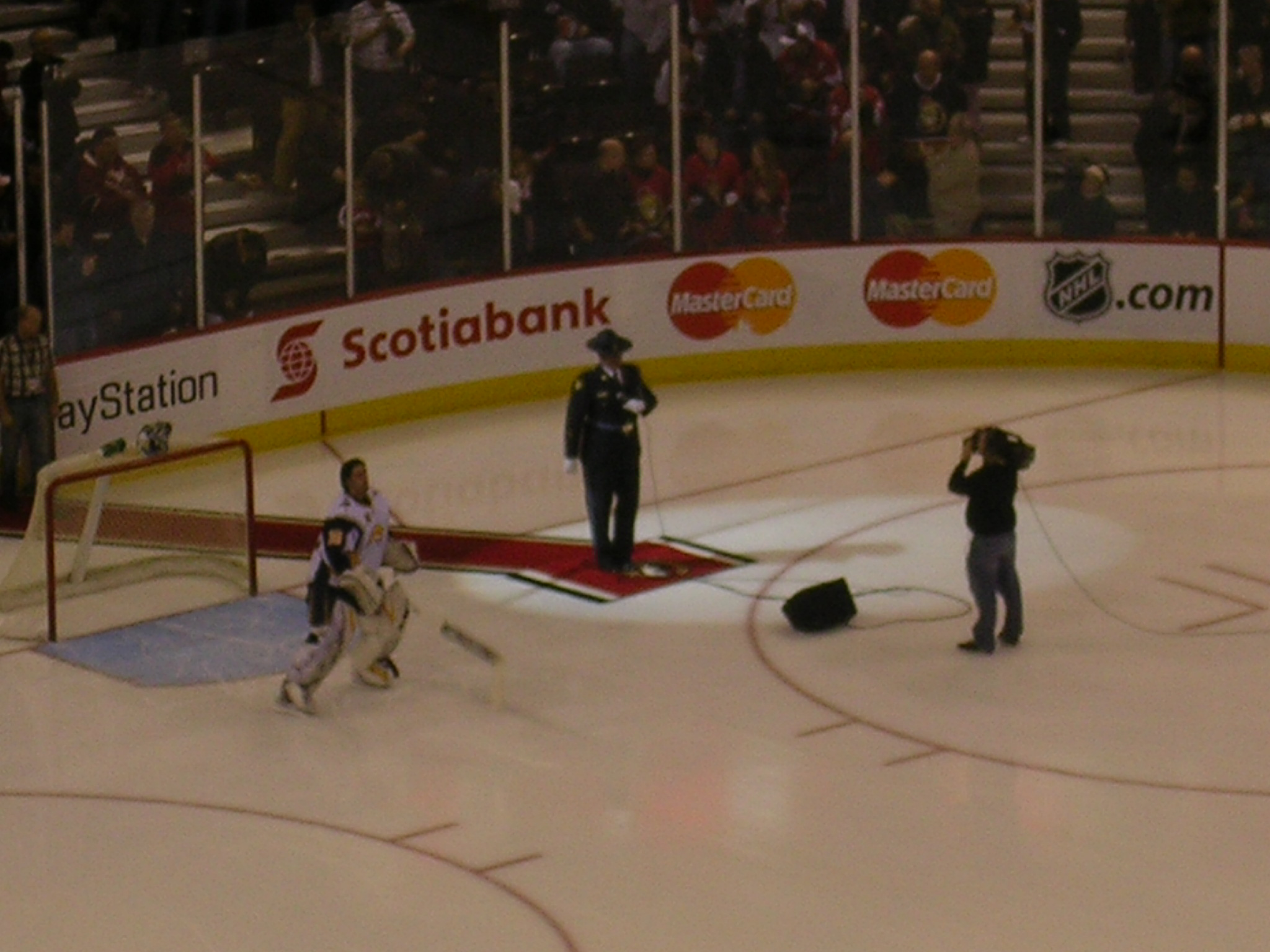
En un partit d'hoquei sobre gel

| O Canada! Our home and native land! True patriot love in all thy sons command. Car ton bras sait porter l'épée, il sait porter la croix; Ton histoire est une épopée des plus brillants exploits God keep our land glorious and free! O Canada, we stand on guard for thee. |

En partits de l'NBA o la NHL on competixen equips canadencs contra estatunidencs se solen cantar ambdós himnes, una pràctica establerta la dècada del 1960 i oficialitzada en 1987. En 2003, l'himne estatunidenc va ser xiulat pel públic en un partit d'hoquei entre Mont-real i Nova York, en oposició a la invasió de l'Iraq: en resposta, l'himne canadenc fou xiulat en alguns partits en Atlanta i Florida. Irònicament, en l'episodi The Bart of war («Bart de la guerra») de la sèrie d'animació nord-americana Els Simpson, després d'un partit de beisbol tots els protagonistes acaben cantant «no un himne de guerra, com el nostre himne nacional, sinó un de dolç i tranquilitzador com l'himne nacional del Canadà» mentres formen una fulla d'auró i Marge Simpson oneja sengles banderetes del Canadà i del Quebec.

### Inuktitut

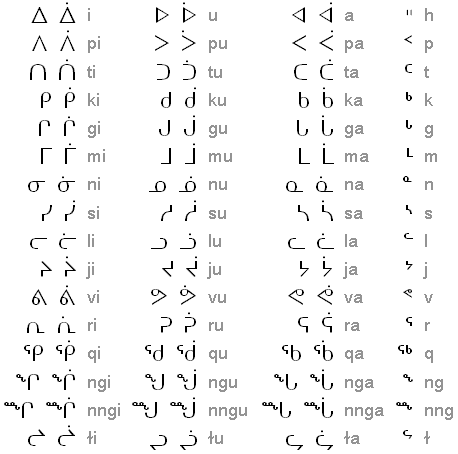
El sil·labari inuktitut canadenc

El territori de Nunavut té una versió no oficial de l'himne en llengua inuktitut (al costat hi ha la llatinització):
| ᐆ ᑲᓇᑕ! ᓇᖕᒥᓂ ᓄᓇᕗᑦ! ᐱᖁᔭᑏ ᓇᓚᑦᑎᐊᖅᐸᕗᑦ. ᐊᖏᒡᓕᕙᓪᓕᐊᔪᑎ, ᓴᙱᔪᓗᑎᓪᓗ. ᓇᖏᖅᐳᒍ, ᐆ ᑲᓇᑕ, ᒥᐊᓂᕆᑉᓗᑎ. ᐆ ᑲᓇᑕ! ᓄᓇᑦᓯᐊ! ᓇᖏᖅᐳᒍ ᒥᐊᓂᕆᑉᓗᑎ, ᐆ ᑲᓇᑕ, ᓴᓚᒋᔭᐅᖁᓇ! | Uu Kanata! Nangmini nunavut! Piqujatii nalattiaqpavut. Angiglivalliajuti, Sanngijulutillu. Nangiqpugu, Uu Kanata Mianiripluti. Uu Kanata! nunatsia! Nangiqpugu mianiripluti, Uu Kanata, salagijauquna! |

La cantant cree Akina Shirt va ser la primera a cantar l'himne en una llengua algonquina abans d'un partit d'hoquei l'any 2007, amb només tretze anys. A banda, existixen moltres altres adaptacions no oficials a llengües com l'alemany, l'àrab, el gaèlic escocés, l'idioma ojibwa, el rus, el xinés o la llengua de signes.

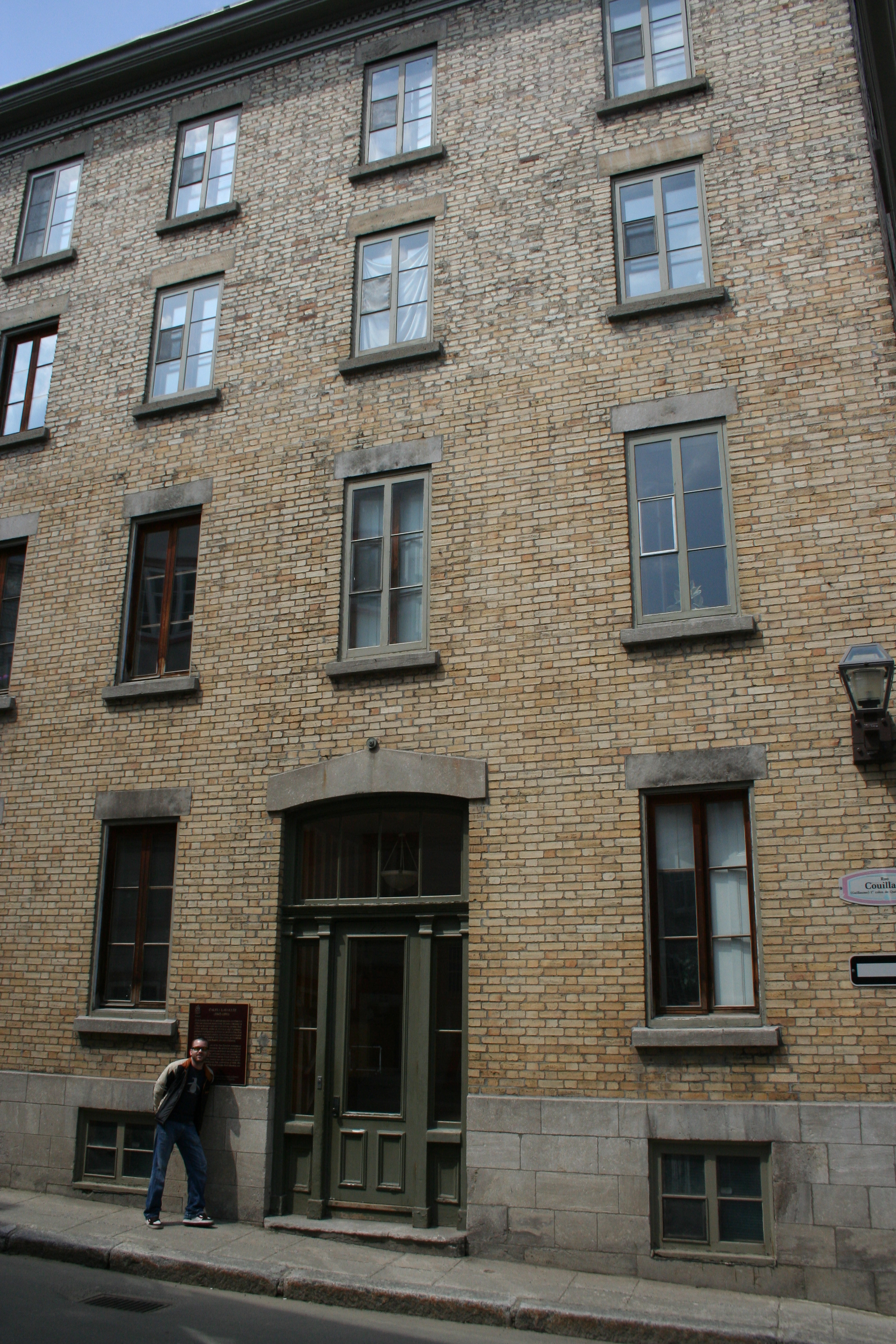
Ô Canada es compongué ací

## Gens du pays
Alternativament, el sobiranisme quebequés compta amb un himne oficiós: la cançó Gens du pays («gent del país») del cantautor Gilles Vigneault. Composta a expenses de Louise Forestier i Yvon Deschamps —els quals desafiaven a qui poguera escriure una cançó per substituir el Happy Birthday— amb la col·laboració del músic Gaston Rochon, el mateix Vignault l'estrenà el 24 de juny de 1975 a Mont-real però no es va gravar fins a l'any següent, en una versió en directe amb altres cantants quebequesos inclosa en el disc 1 fois 5; d'ençà, la cançó ha esdevingut una peça simbòlica, encara que la lletra no en fa referència explícita ni cap reivindicació política, sinó que és més aïna una cançó d'amor.
Amb tot, la tornada «Gens du pays, c'est votre tour / de vous laisser parler d'amour» («compatriotes, ara vos toca poder parlar d'amor») és molt popular al Quebec: René Lévesque, fundador del Parti Québécois, la va citar en perdre el referèndum d'independència de 1980; set anys després, durant el seu enterrament, el públic de fora de l'església començà a cantar-li «Mon cher René, c'est à ton tour / de te laisser parler d'amour» (allà, en els aniversaris se sol cantar esta cançó amb el nom de l'homenatjat en compte del títol).